# Myadanahole, Hiriyur
Myadanahole là một làng thuộc tehsil Hiriyur, huyện Chitradurga, bang Karnataka, Ấn Độ.